# エジプトへの逃避途上の休息 (ダヴィト、アントワープ)
『エジプトへの逃避途上の休息』（エジプトへのとうひとじょうのきゅうそく、蘭: Rust tijdens de vlucht naar Egypte、英: The Rest on the Flight into Egypt）は、初期フランドルの画家ヘラルト・ダヴィトが1515年ごろ、板上に油彩で描いた絵画である。作品は、1841年にフロレント・ファン・エルトボルン (Florent van Ertborn) 氏により、ベルギーにあるアントワープ王立美術館に寄贈された。同画家による同主題のプラド美術館の作品、メトロポリタン美術館の作品、ナショナル・ギャラリー (ワシントン) の作品、ロッテルダムのボイマンス・ヴァン・べーニンゲン美術館にある『聖母子』と比較対象となっている。

## 作品
「エジプトへの逃避」は、『新約聖書』中の「マタイによる福音書」 (II.13-18) から採られている。生まれたばかりのイエス・キリストの養父聖ヨセフの夢に天使が現れ、ヘロデ王がイエスを探し出して殺そうとしているので、聖母マリアとイエスを連れてエジプトに逃げるように告げる。福音書は、エジプト逃避途上の休息については触れておらず、それは「外典」 の記述に拠っている。多くの時期の画家たちにとって人気のある主題であったが、ダヴィトも異なる構図で何度か描いている。それらの作品はおそらく委嘱によるものではなく、絵画市場に出すために制作したのであろう。一連の作品はわずかの細部をのぞいてかなり類似しているが、すべての作品でダヴィトは、深い森を背景にして座り、幼子イエスに授乳してい聖母マリアに焦点を当てている。木々が形作る壁龕の中に際立つ聖母子を三角形のピラミッド型構図に収めているのは、レオナルド・ダ・ヴィンチの影響である。
アントワープ王立美術館の本作は、プラド美術館の作品に描かれているエジプトへの逃避の場面を、休息しているヨセフとロバの場面に置き換えている。本作をアドリアーン・イーゼンブラントによる複製であると見る研究者もいる。